# Air Force Two
Air Force Two é a indicação que atribui ao controle de tráfego aéreo qualquer aeronave da Força Aérea dos Estados Unidos, levando o Vice-presidente dos Estados Unidos, não o Presidente. O mesmo termo é frequentemente associado ao Boeing C-32, um 757 modificado que é geralmente usado para transportar o Vice-Presidente. O C-40 Clipper, uma versão do Boeing 737, também é usado para essa função.
Em março de 2002, durante os preparativos para a guerra do Iraque, o Vice-Presidente Dick Cheney fez sua primeira viagem ao exterior. Durante 10 dias, ele visitou 12 países no Oriente Médio a bordo de um dos dois Boeing VC-25A, geralmente utilizado pelo Presidente e conhecido coloquialmente, mas incorretamente, pelo nome de Air Force One. A aeronave, em seguida, passou a utilizar o código Air Force Two.
Em fevereiro de 2007, Cheney voou para Sydney, Austrália, a bordo do Boeing C-32. Durante a visita, os aviões permaneceram estacionados na pista perto do terminal doméstico do Aeroporto de Sydney. Depois de sua partida, vários relatos, confirmados pelo Primeiro-ministro da Austrália, John Howard, relembraram as dificuldades mecânicas encontradas nos motores da aeronave. Logo depois o Air Force Two aterrou na Base aérea Paya Lebar em Singapura. O avião foi reabastecido e seguiu para o Afeganistão, onde o vice-presidente fez uma visita.